# Óblast de Tambov
Tambov (en ruso: Тамбо́вская о́бласть, tr.: Tambóvskaya óblast) es uno de los cuarenta y siete óblast que, junto con las veintiuna repúblicas, nueve krais, cuatro distritos autónomos y dos ciudades federales, conforman los ochenta y tres sujetos federales de Rusia. Su capital es la homónima Tambov. Está ubicado en el distrito Central limitando al norte con Riazán, al este con Penza, al sur con Sarátov, al suroeste con Vorónezh y al noroeste con Lípetsk.

## Zona horaria
El óblast de Tambov está localizado en la zona horaria de Moscú (MSK/MSD). La diferencia con UTC es +0300 (MSK)/+0400 (MSD).